# Svezia ai Giochi della XXII Olimpiade
La Svezia partecipò ai Giochi della XXII Olimpiade, svoltisi a Mosca, Unione Sovietica, dal 19 luglio al 3 agosto 1980, con una delegazione di 145 atleti impegnati in diciotto discipline.

## Medaglie
| Medaglia | Nome        | Sport | Evento                   |
| -------- | ----------- | ----- | ------------------------ |
| Oro      | Bengt Baron | Nuoto | 100 metri dorso maschili |

## Risultati

### Pallacanestro
- Uomini

| Atleta | Classifica |
| --- | ---------- |
| V · D · M Nazionale svedese - Pallacanestro ai Giochi della XXII Olimpiade - Torneo maschile 4 Andersson · 5 Nordgren · 6 Gunterberg · 7 Unger · 8 Taxén · 9 Karlsson · 10 Enjebo · 11 Malion · 12 Rahm · 13 Feldreich · 14 Yttergren · 15 Skyttevall · All. Mike Perry | 10°        |
| Nazionale svedese - Pallacanestro ai Giochi della XXII Olimpiade - Torneo maschile |            |
| 4 Andersson · 5 Nordgren · 6 Gunterberg · 7 Unger · 8 Taxén · 9 Karlsson · 10 Enjebo · 11 Malion · 12 Rahm · 13 Feldreich · 14 Yttergren · 15 Skyttevall · All. Mike Perry                                                                                              |            |

### Pallanuoto
| Atleta | Classifica |                   |
| --- | --- | ----------------- |
| V · D · M Nazionale maschile svedese di pallanuoto · Giochi olimpici - Mosca 1980 Flodqvist • Karlsson • Lundén • Danielson • Carlsson • Stenberg • Johansson • Carlström • Skåål • Andersson • Claesson · CT : - | 11° |                   |
| Nazionale maschile svedese di pallanuoto · Giochi olimpici - Mosca 1980 | |                   |
| Flodqvist • Karlsson • Lundén • Danielson • Carlsson • Stenberg • Johansson • Carlström • Skåål • Andersson • Claesson · CT: -                                                                                    | Flodqvist • Karlsson • Lundén • Danielson • Carlsson • Stenberg • Johansson • Carlström • Skåål • Andersson • Claesson · CT: - | Svezia (bandiera) |